# Pensione di famiglia
Pensione di famiglia (The Boarding House) è un racconto breve scritto da James Joyce e pubblicato nel 1914. È il settimo racconto della collezione intitolata Gente di Dublino.

## Trama
In Pensione di famiglia viene raccontata la storia di Polly, diciannovenne, che lavora nella pensione della madre, la signora Mooney, insieme al fratello Jack. La pensione è frequentata da una clientela maschile, formata soprattutto da artisti. Polly s'innamora di un cliente, il signor Doran, che consuetudinalmente alloggia lì, e rimane incinta di lui all'insaputa di tutti. Ma la signora Mooney percepisce il problema della figlia, e una sera decide di parlarle. La madre di Polly vuole salvare la reputazione della figlia, e quindi vuole che il signor Doran sposi Polly. Fa quindi chiamare da una cameriera il signor Doran, il quale vorrebbe evitare il matrimonio, e mentre si rade pensa ai momenti più belli passati con la sua amata. Doran sa che se decidesse di non sposare Polly perderebbe il lavoro e dovrebbe andarsene da Dublino. Il racconto termina con l'attesa della chiamata della madre da parte di Polly, la quale, distesa sui cuscini del letto, attende pazientemente.

## Critica
Joyce in questo racconto mostra nelle azioni quotidiane i pensieri che attanagliano la vita dei protagonisti. Ognuno di loro ha alcuni scopi, la madre vuole salvare la reputazione della famiglia e della figlia, Doran invece non è del tutto convinto di questo matrimonio, ma sa che l'unica alternativa è la fuga da Dublino.
Entrambi hanno in comune il peso delle convenzioni sociali, talmente forti nella Dublino del XIX secolo da deviare addirittura le scelte della vita privata.

## Edizioni
- James Joyce, Gente di Dublino, collana «I giganti di Gulliver», Rimini, Gulliver, 1995, ISBN 88-8129-046-4.